# 브랜딩 인 성수동
《브랜딩 인 성수동》은 대한민국의 웹드라마이다.

## 줄거리
브랜딩의 메카, 성수동에서 펼쳐지는 까칠한 마케팅 임원녀- 댕댕이 인턴남의 두뇌싸움 낭낭한 로맨스릴러

## 등장 인물

### 주요 인물
- 김지은 : 강나언 역
- 로몬 : 소은호 역
- 양혜지 : 도유미 역
- 김호영 : 차정우 역

### 주변 인물
- 정이랑 : 이영애 역
- 안연홍 : 민희정 역
- 전준호 : 주렉스 역
- 채수아 : 제니 역
- 이광희 : 황제하 역
- 김영재 : 성수동 역

### 기타 인물
- 박영운 : 남윤혁 역
- 박기덕 : 한이재 역

### 특별 출연
- 신현수 : 김진석 역 (1~4회)

## 참고 사항
- 김호영의 데뷔작이자 첫 주연작이다